# Rose Chibambo
Rose Chibambo, född 1928, död 2016, var en malawisk politiker. Hon var sitt lands första kvinnlig parlamentsledamot och minister. 
Hon deltog i självständighetskampen mot det brittiska kolonialväldet, och organiserade kvinnorna i rörelsen. Hon sattes i fängelse för sin aktivism 1959. När Malawi blev självständigt 1964 blev hon den första kvinnliga ledamoten i Malawis parlamentet. Hon utsågs samma år till minister för social utveckling.